# اتحاد المرأة الألبانية
اتحاد المرأة الألبانية هي منظمة اشتراكية جماهيرية هاية في دولة ألبانيا، وقد رأس الاتحاد في عام 1990 ريغسا لومتاري التي كانت عضو اللجنة المركزية لحزب العمل في ألبانيا.
يعتبر مهام الاتحاد تعبئة الإرادة السياسية والاجتماعية التي تضطلع بها المراة في البلد، والعمل على المعالجة للتدريب الايديولوجى التي تقود حملة من أجل تحرير المراة، هذه الحملة التي بدات في 1966 بواسطة أنور خوجا قد تلقت نجاحا كبيرا في ضمان المساواة في الحقوق الاجتماعية والسياسية للمراة. وكجزء من الحملة، النساء من المدن ارسلت إلى المناطق الريفية التي توضح خط الحزب على دور المراة. وفي اواخر الثمانينات، كان النساء يشكلن 47 في المائة من القوة العاملة، حوالى 30 في المائة من نواب مجلس الشعب، والعمل على تعزيز المراة في المسؤولية في الوظائف على جميع مستويات الحكومة ومساواة الاجر في اغلب الوظائف مع الرجال، وكما هو الحال مع المنظمات والجمعيات الأخرى خلال الفترة الزمنية، التابعة للجبهة الديمقراطية.

## روابط خارجية
- Women and Gender in Central and Eastern Europe, Russia, and Eurasia